# Phyllagathis hispida
Phyllagathis hispida är en tvåhjärtbladig växtart som beskrevs av George King. Phyllagathis hispida ingår i släktet Phyllagathis och familjen Melastomataceae. Inga underarter finns listade i Catalogue of Life.